# Tratatul japonezo-coreean din 1907
Tratatul japonezo-coreean din 1907 (cunoscut și ca Noul acord de cooperare nipono-coreeană sau A treia convenție japoneză-coreeană, în coreeană 정미7조약| sau 丁未七條約, Jeongmi 7 joyak, în japoneză 第三次日韓協約 Dai-Sanji Nikkan Kyo) a fost semnat de reprezentanții Imperiului Japonez și al Imperiului Coreean în pe 24 iulie 1907.

## Prevederile tratatului
Tratatul prevedea că Imperiul Coreean putea să funcționeze sub îndrumarea unui rezident general japonez. Ca urmare a prevederilor tratatului, administrarea afacerilor interne a fost preluată de Japonia.
Imperiul Coreean devenise un protectorat al Japoniei conform prevederilor unui tratat semnat în 1905 - Tratatul „Eulsa” – prin care pierduse dreptul să desfășoare o politică externă independentă și să aibă legături diplomatice cu alte state. Împăratul coreean Gojong a trimis în secret un diplomat la Conferința de la Haga pentru Pacea Mondială ca să prezinte protestul său față de acțiunile Japoniei. Ca urmare, Japonia a trecut la represalii și, pe 18 iulie 1907, l-a obligat pe împăratul Gojong să abdice în favoarea fiului său, Sunjong.
Peste alte șase zile, Coreea a fost obligată să accepte un nou acord. Prevederile acestui nou tratat asigurau rezidentului general japonez în Coreea dreptul să numească și demită oficialii de rang înalt (articolul 4) și stipula că toți oficialii de rang înalt numiți în guvernul coreean trebuiau să fie japonezi (articolul 5). Acest nou tratat a trecut guvernul național coreean complet sub controlul japonezilor. A existat și o secțiune secretă, nepublicată, care prevedea că armata coreeană trecea sub controlul japonezilor, iar puterea judiciară și polițienească era, de asemenea, predată niponilor.

## Vedeți și:
- Tratatul de la Portsmouth